# Zhang Liang (Ruderer)
Zhang Liang (chinesisch 张亮; * 14. Januar 1987 in Anshan, Liaoning) ist ein chinesischer Ruderer. Er war 2019 Weltmeister und 2021 Olympiadritter.

## Sportliche Karriere
Zhang Liangs internationale Karriere begann 2007 im Einer, bei den Weltmeisterschaften 2007 belegte er den 16. Platz. Bei den Olympischen Spielen 2008 war er sowohl für den Einer als auch den Doppelzweier gemeldet. Zum Einer trat er nicht an und vom Doppelzweier-Wettbewerb, in dem er mit Su Hui antreten sollte, wurde er nach seinem Nichtantritt im Einer ausgeschlossen.
Zhang Liang trat 2010 wieder international an und erreichte den fünften Platz im Einer bei den Weltmeisterschaften 2010. Im Jahr belegte er den zehnten Platz bei den Weltmeisterschaften in Bled. 2012 trat er bei der olympischen Regatta in Eton tatsächlich an und belegte den elften Platz.
2014 ruderte Zhang Liang zusammen mit Dai Jun im Doppelzweier bei den Weltmeisterschaften in Amsterdam auf den elften Platz. Nach einem wenig erfolgreichen Jahr 2015 versuchte Zhang Liang sich im Doppelvierer für die Olympischen Spiele 2016 zu qualifizieren. In der letzten Qualifikationsregatta 2016 in Luzern belegte der chinesische Doppelvierer den fünften Platz, nur die beiden besten Boote qualifizierten sich für die olympische Regatta; die spätere Disqualifikation des russischen Doppelvierers änderte für die Chinesen nichts.
2017 belegte der chinesische Doppelvierer den 13. Platz bei den Weltmeisterschaften in Sarasota. 2018 trat Zhang Liang im Weltcup im Einer und im Achter an, an den Weltmeisterschaften nahm er nicht teil. Bei den Asienspielen 2018 gewann er die Goldmedaille im Einer. 2019 traten Liu Zhiyu und Zhang Liang im Doppelzweier an und gewannen den Weltcup-Auftakt in Plowdiw. Nach einem siebten und einem zwölften Platz in den beiden weiteren Weltcup-Regatten gewannen die Chinesen den Titel bei den Weltmeisterschaften in Linz-Ottensheim. Bei den Olympischen Spielen in Tokio erhielten die beiden die Bronzemedaille hinter den Booten aus Frankreich und den Niederlanden. Bei den 2023 ausgetragenen Asienspielen 2022 in Hangzhou gewann er sowohl im Einer als auch im Doppelzweier mit Liu Zhiyu die Goldmedaille.